# Bajada Km 57
Pinturas Rupestres del Km 57, en la autopista y carretera federal 2, en el tramo  que baja de la Rumorosa a Mexicali, a un costado y a la altura del Km 57, en el municipio de Tecate Baja California.  Es un sitio de arte rupestre ubicado a unos metros de la autopista en uno de los costados. 
El sitio cuenta con diversas figuras donde con dos colores utilizados. El rojo y el blanco. Con rojo se encuentran diversas figuras humanas estilizadas. Una de las figuras muestra una mano con 6 dedos. Otros tienen los dedos desproporcionadamente grandes tanto en las manos como en los pies.
El “chamán” es una figura de torso largo, con un tocado semicircular de doble línea sobre su cabeza, de color blanco, que tiene bastante bien marcados los dedos de las manos y pies. Se cree que era el chamán por el tocado. Otras figuras son una de círculos concéntricos, otra a manera de óvalos haciendo una “flor”.
Otra figura es una línea horizontal con 5 semicírculos como colgando y debajo de dos de ellos un semicírculo más, repetido dos veces, en color rojo.  
Otra figura similar a la anterior es el de una línea horizontal que emergen hacia abajo un semicírculo y de allí tres líneas, que dos de ellas se dividen en dos líneas más pequeñas; todo el dibujo en color blanco.
Llama la atención una piedra de no muy grandes dimensiones, pero saturada con 11 “morteros”, de aproximadamente 18 centímetros de profundidad y 12 de diámetro.
Julio López en coordinación con la Universidad Autónoma de Baja California han documentado en video los lugares. 
De Tecate rumbo al sur con destino a Ensenada, en Tanama hay dos sitios ya casi al borde de la desaparición: un petrograbado conocido como “La carita de La India”, y uno más denominado como “Las pinturas de Los Monos”, ya que son figuras en forma de monos, las que están plasmadas en unos nichos que contiene una singular piedra que emerge de las entrañas de la tierra, motivo por el cual las montañas recibieron el nombre de “Los Monos”.
Kilómetros adelante en el rancho “Los Bateques”, también se manifiesta esta cultura primitiva, que presenta en algunos paneles pinturas rupestres. En la misma dirección, pero un poco más adelante del poblado de “Valle de Las Palmas”, se gira hacia el oriente y a menos de 30 minutos se llega al sitio arqueológico de “Rancho Viejo” que presenta solamente un panel de pinturas rupestres, que al parecer solo acostado pudieron haberlas grabado.
En este sitio destacan morteros de mayor profundidad que los frecuente en roca dura y firme moldeados tal vez en cientos o miles de años que no se ha encontrado algo igual en ningún otro lugar. También en el sitio la Milla y las Pilitas existen petrograbados.
Otro sitio arqueológico en el municipio de Tecate, se localiza al suroeste del poblado Carmen Serdán. Si se considera una ruta cultural de sitios rupestres del municipio de Tecate, o de los Kumiai, éste sería el último sitio.